# 세상의 미로와 마음의 천국

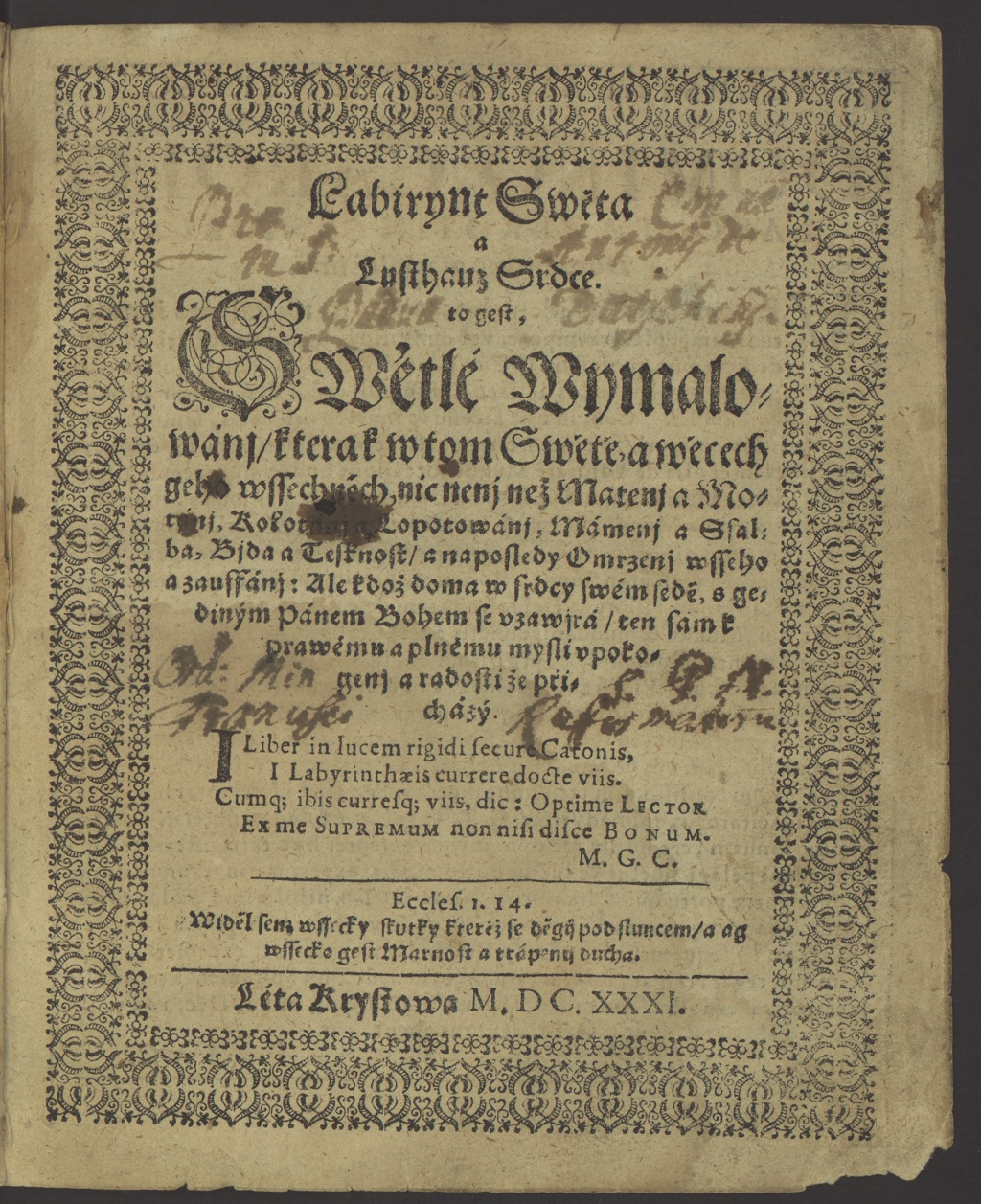
1631년 책 표지

《세상의 미로와 마음의 천국》(Labyrint světa a ráj srdce, Labyrinth of the World and Paradise of the Heart)은 요한 아모스 코메니우스의 책이다.
코메니우스는 지금까지 주로 ‘교육학의 대가’로 널리 알려졌다. 그러나 이 작품을 통해 우리는 그의 또 다른 모습들을 만나게 된다. 즉, 그 자신이 세상에서 직·간접적으로 경험한 고난과 절망과 아픔들을 우화적이고 상징적인 표현을 사용해 문학적으로 승화시킨 ‘문학가 코메니우스’의 모습뿐만 아니라, 영적 통찰력을 가지고 세상의 가면을 하나하나 벗겨 내고 진리와 진실의 길을 찾아 마음의 안식을 얻도록 돕고 위로하는 ‘목회자 코메니우스’의 모습이다.

## 개요
이 작품은 제목에서 이미 암시하듯이, 온갖 허영과 불의와 무질서로 가득 찬 ‘미로와 같은 세상’과, 하나님을 통해 내적 평안을 누리는 ‘천국과 같은 마음’에 대해 다루고 있다.
코메니우스 자신을 암시하는 주인공 ‘순례자’는 당시 그 사회를 구성하고 있는 인간 삶의 주요 영역, 즉 결혼 제도와 생활, 상인 계층, 학자 계층, 정치가 계층, 종교인 계층, 군인 계층의 삶을 관찰하는 세상 여행을 떠난다. 순례자는 자신에게 적합한 일을 찾아 행복하게 살기를 꿈꾸며 기대감에 차서 여행길에 오르지만, ‘호기심’과 ‘선입견’이라는 두 동행자가 따라붙어 그의 계획에 어려움을 준다. 순례자는 미로와 같은 세상에 크게 실망하고 허무함에 빠져 절망한다. 그때 하나님의 음성이 들린다. 마음의 골방으로 돌아가서 마음속에 거하시는 하나님을 만나라는 음성이다. 이 음성을 따라 순례자는 자기 마음속으로 들어가 하나님의 도움으로 희망의 빛줄기를 발견하고 황폐해진 마음을 회복해 결국 마음의 천국을 발견하고 안식을 누린다.
이 작품 저술의 배경과 의도는 30년 종교전쟁과 직접적인 연관이 있다. 코메니우스는 당시 30년 종교전쟁으로 인해 심한 병고와 고통으로 삶의 소망을 잃고 슬픔과 절망 가운데 있던 자기 자신과 다른 사람들을 위로할 목적을 가지고 목회자의 심정으로 저술한 것이다. 그래서 이 작품에는 기독교 신앙의 정수와 힘이 드러나며 코메니우스의 깊은 영성이 돋보인다. 이 작품은, 비슷한 시기에 기록된 그의 또 다른 두 작품, ≪슬픔에 슬픔을−위로에 위로를(Truchlivy)≫(1623년 작성, 1624년 출간) 그리고 ≪안전의 중심(Centrum securitatis)≫(1625년 작성, 1633년 출간)과 함께 코메니우스의 ‘3대 위로의 글’로 유명하다.

## 같이 보기
- 요한 아모스 코메니우스